# Seydouba Cissé
Seydouba Cissé (Dabola, Conakry, 10 de febrero de 2001) es un futbolista guineano que juega de centrocampista en el C. D. Leganés de la Segunda División de España.

## Trayectoria
Natural de Dabola, se formó en la cantera del F. C. Atouga. En 2019 llegó al C. D. Leganés para jugar en el Juvenil "A". En la temporada 2020-21 formó parte del filial, con el que consiguió el ascenso a Segunda División RFEF.
Asier Garitano lo hizo debutar con el primer en la quinta jornada de la Segunda División de España 2021-22 en el partido ante el Sporting de Gijón en el Estadio El Molinón, con derrota por 2:1, entrando al campo en el minuto 77 en sustitución de Jon Bautista.
Se estrenó como titular en el primer equipo en la jornada 27 frente al Real Zaragoza, anotando su primer gol.

## Selección nacional
Fue internacional con Guinea sub-17, participando en el Mundial de la categoría en 2017.

## Clubes
| Club              | País   | Año       |
| ----------------- | ------ | --------- |
| C. D. Leganés "B" | España | 2020-2022 |
| C. D. Leganés     | España | 2022-     |

## Palmarés

### Campeonatos nacionales
| Título           | Club          | País   | Año  |
| ---------------- | ------------- | ------ | ---- |
| Segunda División | C. D. Leganés | España | 2024 |